# Хусинов, Хаким
Хаким Хусинов (1896 год, Самаркандский уезд, Самаркандская область, Туркестанский край, Российская империя — неизвестно, Комсомольский район, Самаркандская область, Узбекская ССР) — бригадир колхоза имени Кирова Комсомольского района Самаркандской области, Узбекская ССР. Герой Социалистического Труда (1949).

## Биография
Родился в 1896 году в одном из сельских населённых пунктов Самаркандского уезда. Окончил местную начальную школу. Трудился в личном сельском хозяйстве. Во время коллективизации в 1930-х годов вступил в местную сельскохозяйственную артель, которая позднее была преобразована в колхоз имени Кирова Комсомольского района. Трудился рядовым колхозником, бригадиром виноградарской бригады.
В 1948 году бригада под его руководством собрала в среднем с каждого гектара по 271 центнера винограда с участка площадью 11,2 гектара поливных виноградников. Указом Президиума Верховного Совета СССР от 12 июля 1949 года удостоен звания Героя Социалистического Труда за «получение высоких урожаев винограда в 1948 году» с вручением ордена Ленина и золотой медали «Серп и Молот» (№ 12419).
Этим же Указом званием Героя Социалистического Труда были награждены председатель колхоза имени Кирова Комсомольского района Музафар Бурханов (лишён звания в 1953 году) и семеро тружеников колхоза.
После выхода на пенсию проживал в Комсомольском районе (сегодня — Талакский район). Дата смерти не установлена.